# Claudia Storz
Claudia Storz (* 13. Juni 1948 in Zürich) ist eine Schweizer Schriftstellerin.

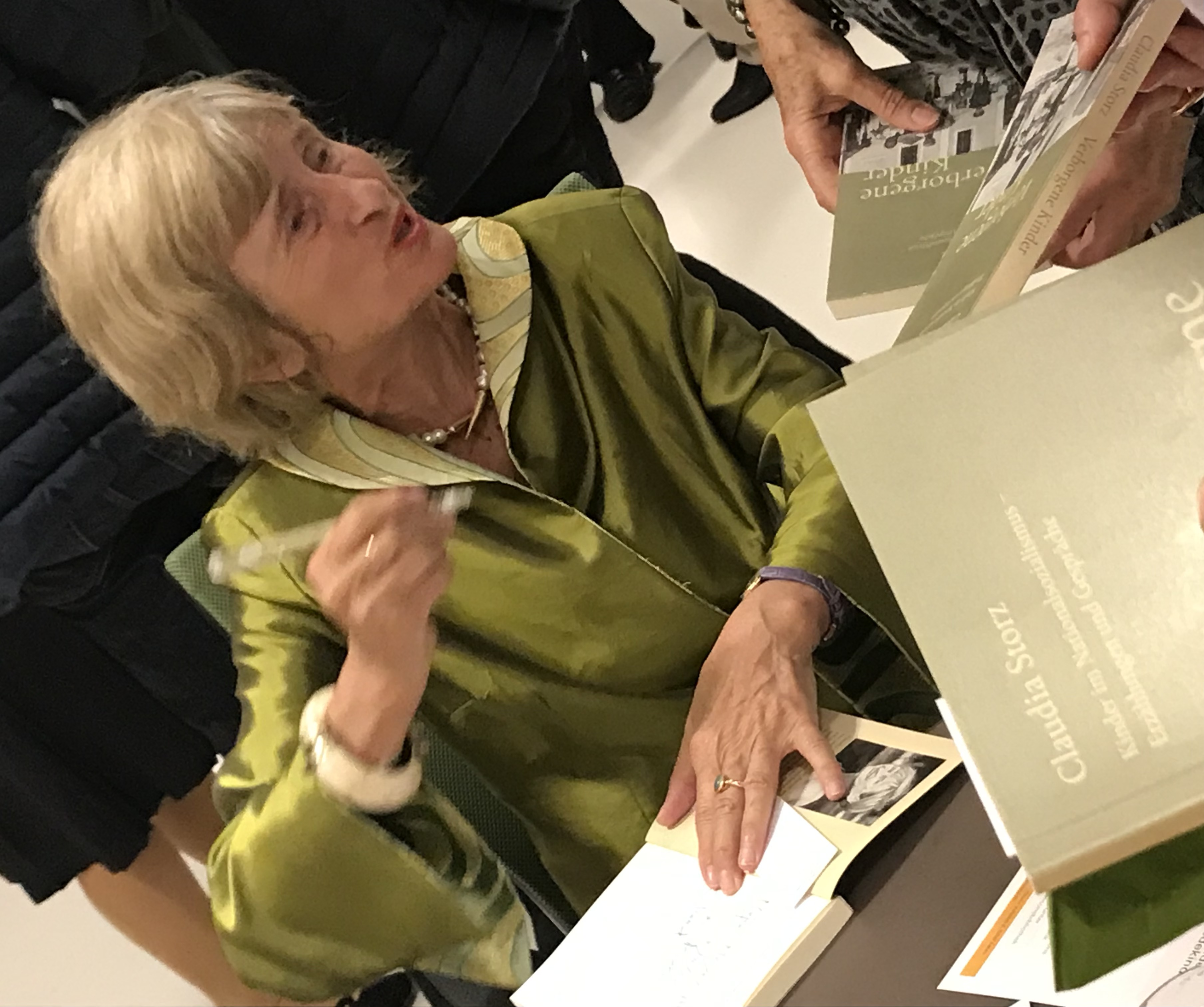
Claudia Storz November 2022

Nach der Matura in Aarau studierte sie Anglistik, Germanistik und Kunstgeschichte an der Universität Zürich und der University of Oxford. Sie promovierte mit einer Dissertation über Wortspiele auf Londoner U-Bahn-Plakaten.
Von 1973 bis 1980 arbeitete sie als Englischlehrerin an der Alten Kantonsschule Aarau. Seither ist sie als freie Schriftstellerin tätig und wohnt in Aarau und Salzburg.

## Werke

### Bücher
- Jessica mit Konstruktionsfehlern. Roman. Benziger, Zürich 1977
- Auf der Suche nach Lady Gregory. Roman. Benziger, Zürich 1981
- Die Wale kommen an Land. Roman. Nagel & Kimche Verlag, Zürich 1984
- Geschichte mit drei Namen. Erzählungen. Nagel & Kimche, Zürich 1986
- Das Schiff. Roman. Nagel & Kimche, Zürich 1989
- Noahs Tochter. Libretto zu einem Oratorium. Mit 21 Holzschnitten von Robert Wyss. Rex, Luzern 1990
- Burgers Kindheiten. Eine Annäherung an Hermann Burger. Nagel & Kimche, Zürich 1996
- Quitten mit Salz. Roman. Nagel & Kimche, Zürich 1999
- Sophie Haemmerli-Marti. Ebigs Für. Ausgewählte Werke mit Biografie in Wort und Bild. Hrsg. von Claudia Storz u. a. Baden 2003, ISBN 3-85545-867-7
- Federleichter Viertelmond. Gedichte und Miniaturen aus einem halben Leben. eFeF, Wettingen 2005
- Boote für den blinden Passagier, Gedichte und Notate, eFeF, Wettingen 2012, ISBN 978-3-905561-92-0
- Sperriges Leben, Erzählungen.eFeF, Wettingen, 2017, ISBN 978-3-906199-11-5
- Verborgene Kinder. Kinder im Nationalsozialismus – Erzählungen und Gespräche, Bucher, Hohenems, 2022, ISBN 978-3-99018-638-1

### Theaterstücke
- Immaculata. UA: Aarau 1985
- Noahs Tochter. Oratorium (Libretto). UA: Aarau 1986
- Die grosse Frau Agnes. UA: Königsfelden 1991
- Meyers Stollen. UA: Aarau 1991
- Zäntume luteri Liebi (ein theatrales Porträt über Sophie Haemmerli-Marti). UA: Tuchlaube Theater Aarau 2003

## Auszeichnungen
- 1978 Rauriser Literaturpreis des Landes Salzburg
- 1981 Werkpreis des Kantons Solothurn
- 1981 Conrad-Ferdinand-Meyer-Preis
- 1984 Werkjahr des Kantons Zürich
- 1986 Werkbeitrag des Kantons Aargau
- 1987 Werkbeitrag der Stiftung Pro Helvetia
- 1991 Werkbeitrag des Kantons Solothurn
- 1999 Ehrengabe des Kantons Zürich für Quitten mit Salz
- 2001 Dreiteiliger Werkbeitrag der Stiftung Pro Helvetia
- 2002 Literaturpreis des Kantons Solothurn
- 2005 Literaturpreis der UBS für Federleichter Viertelmond